# Алоїзіо Пірес Алвес
Алоїзіо Пірес Алвес (порт. Aloísio Pires Alves, нар. 16 серпня 1963, Пелотас) — бразильський футболіст, що грав на позиції захисника.
Він провів 11 сезонів у «Порту», зігравши у 474 матчах і виграв з командою 19 трофеїв. Також виступав за клуби «Інтернасьйонал» та «Барселона», а також національну збірну Бразилії, з якою став срібним призером Олімпійських ігор 1988 року.

## Клубна кар'єра
У дорослому футболі дебютував 1983 року виступами за команду «Інтернасьйонал», в якій провів п'ять сезонів, взявши участь у 65 матчах чемпіонату. У перший же рік виступів у команді він виграв чемпіонат штату Ріу-Гранді-ду-Сул. У два наступних сезони він повторив цей успіх, а в 1987 році досяг фіналу Кубка Уніан, частини чемпіонату Бразилії, де його команда програла «Фламенго».
Протягом 1988—1990 років захищав кольори команди клубу «Барселона» і допоміг клубу виграти Кубок кубків УЄФА, зігравши в тому числі і у фінальному матчі, і Кубок Іспанії, але 1990 року був витіснений зі складу Рональдом Куманом
1990 року перейшов до клубу «Порту», за який відіграв наступні 11 сезонів. Більшість часу, проведеного у складі «Порту», був основним гравцем захисту команди. За цей час додав до переліку своїх трофеїв сім титулів чемпіона Португалії, а також 5 разів здобув Кубок і 7 разів Суперкубок Португалії. Завершив професійну кар'єру футболіста виступами за «Порту» у 2001 році майже в 38-річному віці.

## Виступи за збірну
7 липня 1988 року дебютував в офіційних матчах у складі національної збірної Бразилії в грі Золотого кубка двохсотріччя Австралії (1:0). Всього того року у національній команді провів 6 матчів. Також у цьому році він допоміг олімпійській збірній здобути срібло на літніх Олімпійських іграх у Сеулі.

## Тренерська кар'єра
2003 року Алоїзіо увійшов до тренерського штабу Жозе Моурінью, який привів «Порту» до виграшу Ліги чемпіонів та Суперкубка УЄФА. Після відходу Моурінью, Алоїзіо пропрацював сезон на посаді асистента його наступника Віктора Фернандеса, після чого очолив другу команду.
Потім він сезон керував клубом «Віла-Меан» і працював помічником в «Бразі». Потім він працював спортивним директором клубу «Порту-Алегрі» на батьківщині і в португальському клубі «Жил Вісенте».

## Титули і досягнення
- Чемпіон світу (U-20): 1983
- Чемпіон Південної Америки (U-20): 1983
- Срібний олімпійський призер: 1988
- Володар Кубка Іспанії (1):

«Барселона»: 1989–90
- Чемпіон Португалії (7):

«Порту»: 1991–92, 1992–93, 1994–95, 1995–96, 1996–97, 1997–98, 1998–99
- Володар Кубка Португалії (4):

«Порту»: 1990–91, 1993–94, 1997–98, 1999–00, 2000–01
- Володар Суперкубка Португалії (7):

«Порту»: 1990, 1991, 1993, 1994, 1996, 1998, 1999
- Володар Кубка Кубків УЄФА (1):

«Барселона»: 1988–89